# 공멸종
공멸종 및 동반 멸종은 숙주 종의 손실 또는 쇠퇴로 인해 숙주에 의존하는 다른 종의 손실 또는 위험을 초래하여 잠재적으로 영양 수준 전반에 걸쳐 연쇄 효과를 초래할 수 있는 현상을 나타낸다. 이 용어는 저자인 Stork와 Lyal(1993)에 의해 시작되었으며 원래 특정 숙주를 잃은 기생 곤충의 멸종을 설명하는데 사용되었다. 이 용어는 이제 상대방과의 경쟁을 포함하여 상호 작용하는 종의 손실을 설명하는 데 사용되며 먹이를 찾는 전문 초식 동물이다. 공멸종은 핵심종이 멸종할 때 특히 일반적이다.

## 원인
가장 자주 인용되는 예는 멸종된 나침반 비둘기와 그 기생 조류인 Columbicola, Campanulotes이다. 최근에 띠꼬리비둘기에서 C.extinctus가 재발견되었고, C.Defectus가 기존 Campanulotes flavus 의 오동식일 가능성이 있는 사례로 밝혀졌다. 그러나 나인비둘기가 재발견되었다고 해도 나인비둘기에서도 다른 기생충의 공멸종은 일어날 수 있다. 후이아 기생충(huia parasite)인 Rallicola Extintus 와 같은 몇몇 종은 아마도 숙주와 함께 멸종되었을 것이다.
최근 연구에 따르면 종의 최대 50%가 향후 50년 내에 멸종될 수 있다고 한다. 이것은 부분적으로 공멸종 때문이다. 예를 들어, 싱가포르에서 열대 나비 종의 손실은 특정 유충 숙주 식물의 손실에 기인한다. 공멸종의 가능한 미래 사례가 어떻게 진행되는지 확인하기 위해 연구자들은 공동 진화하는 종간 시스템 전반에 걸쳐 제휴사와 숙주 멸종 사이의 확률적 관계를 보여주는 모델을 만들었다. 대상은 영장류 기생충인 무화과나무 말벌과 무화과나무(Pneumocystis Fungi, 선충류, 이)와 그 숙주, 기생응애와 이와 조류 숙주, 나비와 유충 숙주 식물, 개미 나비와 숙주 개미를 수분한다. 가장 기주 특이적 계열 그룹(예: 영장류 Pneumocystis 균류 및 영장류)을 제외한 모든 계열의 경우, 계열 멸종 수준은 숙주 멸종 수준이 낮을 때 보통 수준일 수 있지만 가까운 장래에 숙주 멸종이 예측된 수준으로 증가함에 따라 빠르게 증가할 것으로 예상할 수 있다. 숙주와 제휴사 멸종 수준 사이의 곡선 관계는 부분적으로 왜 현재까지 문서화 된 공멸종 사건이 거의 없는지 설명할 수 있다.
호주 뉴사우스웨일즈 중부 동부에 서식하는 아카시아(Fabaceae-Mimosoideae: Acacia)에 서식하는 풍부한 Psyllid 동물군인 Hemiptera – Psylloidea 사이의 공멸종 멸종 위험에 대한 조사가 수행되었다. 결과는 A. ausfeldii 가 하나의 전문 psyllid 종인 Acizzia를 보유하고 A. gordonii가 하나의 전문 psyllid인 Acizzia를 보유함을 시사한다. 두 psyllid 종은 공멸종과 함께 숙주 종의 동일한 수준에서 위협을 받을 수 있다.
상호작용 패턴을 사용하여 계통 발생 효과의 결과를 예측할 수 있다. 과학자들은 체계적인 관찰 시스템을 사용하여 종의 계통 발생적 관계를 사용하여 네트워크의 1/3 이상에서 나타나는 상호 작용의 수와 네트워크의 약 절반에서 상호 작용하는 종의 정체를 예측할 수 있다. 결과적으로, 모의 멸종 사건은 관련 종의 공멸종 캐스케이드를 유발하는 경향이 있다. 그 결과 진화 트리의 비무작위 가지치기가 발생한다.
Science 의 2004년 논문에서 생태학자 Lian Pin Koh와 동료들은 공멸종에 대해 다음과 같이 설명한다.
"종의 공멸종은 복잡한 생태계에서 유기체의 상호 연결성의 표현이다. 공멸종을 통한 종의 손실은 대체할 수 없는 진화 및 공진화 역사의 손실을 나타낸다. 전 세계적인 멸종 위기를 감안할 때, 종의 멸종의 복잡한 과정을 이해하기 위해서는 공멸종이 미래 연구의 초점이 되어야 한다. 공멸종이 종의 멸종의 가장 중요한 원인은 아닐수도 있지만, 그럼에도 확실히 위험하다." (Koh et al. 2004)
Koh 등은 또한 coendangered를 "현재 멸종 위기에 처한 숙주가 멸종되면 멸종할 가능성이 있는 분류군"으로 정의한다.
이에 대한 한 가지 예는 꽃가루 매개자인 하와이 꿀덩굴의 몇 가지가 사라진 결과로 Hibiscadelphus 속이 거의 멸종 위기에 처한 것이다. 그들의 먹이원을 대표하는 종의 멸종 이후에 포식자와 청소 동물들이 죽은 몇 가지 사례가 있다. 예를 들어 모아와 하스트 독수리의 공멸종이 있다.
공멸종은 지역 수준에서도 발생할 수 있다. 예를 들어, 서식지 손실로 인한 잉글랜드 남부의 붉은 개미 Myrmica sabuleti의 감소는 개미를 숙주로 삼는 큰 파란 나비 애벌레의 국지적 멸종을 초래했다. 이 경우 개미는 지역 멸종을 피했고 나비는 다시 도입되었다.
공멸종을 겪고 있는 종의 또 다른 예는 코뿔소 위봇 파리(Gyrostigma rhinocerontis)와 그 숙주 종인 멸종 위기에 처한 검은 코뿔소와 흰 코뿔소(각각 Diceros bicornis, Ceratotherium simum)이다. 파리의 유충은 코뿔소의 위벽에서 성숙하여 소화관을 통해 체내로 들어가므로 번식을 위해 코뿔소 종에 의존한다.

## 결과
공멸종은 생물다양성과 다양성의 손실을 의미할 수 있다. 공멸종은 기생충과 상호주의적 다양화뿐만 아니라 숙주에도 영향을 미칠 수 있다. 기생충은 성 선택을 통해 숙주의 다양화를 촉진한다. 기생충의 손실은 기주 다양화율을 감소시킬 수 있다.
공멸종은 또한 진화 역사의 손실을 초래할 수 있다. 관련 숙주의 멸종은 관련 기생충의 멸종으로 이어질 수 있다. 역사의 손실은 예상되는 손실보다 클 가능성이 높으며 종이 무작위로 멸종될 것이다. 게다가, 공멸종이 클러스터링되면 공멸종이 비무작위 형질 손실을 일으킬 가능성이 더 높다. 희귀 숙주는 더 큰 경향이 있고 더 큰 숙주에는 더 큰 기생충이 있기 때문에 공멸종 멸종 위기에 처한 종은 더 커질 것으로 예상된다.  또한 생성 시간이 길거나 열대성 위치가 더 높을 것으로 예상할 수 있다.
공멸종은 생물다양성을 넘어 확장될 수 있으며 잃어버린 종의 공동체로부터 직간접적인 결과를 초래할 수 있다. 생물다양성을 넘어서는 공멸종의 주요 결과 중 하나는 위협받는 수분 매개체의 감소와 함께 식량 생산 손실에 의한 상호주의이다. 기생충의 손실은 인간이나 종에 부정적인 영향을 미칠 수 있다. 드문 숙주에서 전문 기생충의 손실은 숙주가 출현한 기생충에 감염되기 쉽게 할 수 있다.
게다가, 희귀 기주에서 전문 기생충을 제거한 결과와 관련하여 기생이 멸종된 후 기생체가 어디로 갈 것인가도 문제가 된다. 기생충이 그 종에만 의존하는 경우 공멸종 위기에 처한 기생충 종이 생긴다. 반면에 다른 기생체(호스트)를 찾아 전환할 수 있다면 해당 호스트는 인간으로 판명될 수 있다.
어느 쪽이든, 공멸종에 의한 기생충의 손실 또는 대체 숙주에 의한 새로운 기생충의 획득이 주요 문제임이 입증되었다. 공멸종은 감소된 생물다양성을 넘어 다양한 생물군계로 확장될 수 있으며 다양한 생태계를 연결할 수 있다.
뉴칼레도니아에서 수행된 연구에 따르면 산호초와 관련된 평균 크기의 물고기 종의 멸종은 결국 적어도 10종의 기생충이 공멸종하는 결과를 초래한다.

## 위험
숙주 특이성과 수명 주기는 공멸종 위험의 주요 요인이다. 돌연변이 종, 기생충 및 단계적 생활주기를 가진 많은 자유 생활 곤충은 공멸종의 희생자가 될 가능성이 더 크다. 이것은 이러한 유기체가 단순한 생활주기 유기체와 비교하여 일생 동안 여러 숙주에 의존할 수 있다는 사실 때문이다. 또한 유기체가 진화적으로 유연하다면 이 유기체는 멸종을 피할 수 있다.
그와 함께 가장 큰 공멸종 효과가 있는 지역은 열대 지방이다. 서식지가 계속해서 사라지고 인간이 개입하며 중요한 생태계가 크게 손실된다. 열대 지방에는 알려진 모든 종의 2/3가 포함되어 있지만 이를 전부 돌볼 수 있는 상황이 아니고, 그래서 이들의 멸종은 더욱 위험하다. 산림 손실과 함께 다른 위험 요소에는 해안 개발, 야생 동물의 남획 및 서식지 전환이 포함되며, 이는 인간의 생활에도 영향을 미친다.
공멸종을 멈추기 위한 노력의 일환으로 연구자들은 첫 번째 단계가 다른 종이 의존하는 숙주 종을 보존하는 것임을 발견했다. 이 숙주는 서식지의 주요 구성 요소 역할을 하며 생존을 위해 필요하다. 보호할 숙주를 결정할 때 다른 종속 종의 배열에 도움이 되는 숙주를 선택하는 것이 중요하다.

## 같이 보기
- 도도